# Diogo Dalot
José Diogo Dalot Teixeira (* 18. März 1999 in Braga) ist ein portugiesischer Fußballspieler. Der beidseitig einsetzbare Außenverteidiger steht seit 2018 bei Manchester United unter Vertrag und ist A-Nationalspieler seines Heimatlandes. 

## Karriere

### Verein
Der in Braga geborene Dalot wechselte im Jahr 2008 im Alter von neun Jahren in die Jugendabteilung des FC Porto. Am 28. Januar 2017 absolvierte er sein erstes Spiel im Profibereich für die B-Mannschaft Portos in der LigaPro. Bei der 1:2-Heimniederlage gegen Leixões SC kam Dalot über die volle Distanz zum Einsatz.
Für die 1. Mannschaft debütierte der Außenbahnspieler am 13. Oktober 2017 beim 6:0-Auswärtssieg über Lusitano GC in der Taça de Portugal. Seinen ersten Einsatz in der Primeira Liga bestritt er am 18. Februar 2018, als er beim 5:0-Heimsieg gegen Rio Ave eingewechselt wurde.
Zur Saison 2018/19 unterschrieb Dalot einen Fünfjahresvertrag bei Manchester United. Der Premier-League-Klub überwies für seine Dienste eine Ablösesumme in Höhe von 22 Millionen Pfund nach Porto.
Da Dalot in der Premier-League-Saison 2019/20 nur auf vier Einsätze kam, beschloss man Anfang Oktober 2020 kurz vor Ende der Transferperiode, den Verteidiger bis zum Ende der Saison 2020/21 in die italienische Serie A an die AC Mailand zu verleihen. Danach kehrte er zu Manchester United zurück und entwickelte sich dort zum Leistungsträger. Im Juni 2023 wurde sein Vertrag vorzeitig bis 2028 inklusive Option für ein weiteres Jahr verlängert.

### Nationalmannschaft
Dalot nahm mit Portugal an der U17-Europameisterschaft 2016 in Aserbaidschan teil. Er erzielte in fünf Einsätzen zwei Tore und half seinem Team mit seinen Leistungen, den Turniersieg zu erringen.
Außerdem nahm Dalot 2016 an der U19-Europameisterschaft teil und erreichte mit Portugal das Viertelfinale. Im nächsten Jahr erreichte er mit der Mannschaft das Finale, in dem man mit 1:2 gegen England verlor.
Bei der U20-Weltmeisterschaft 2017 in Südkorea stand Dalot auch im Kader Portugals. Dort scheiterte das Team im Viertelfinale an Uruguay im Elfmeterschießen, in dem Dalot traf.
Ab November 2017 spielte Dalot für die U21. Mit ihr nahm er an der U21-Europameisterschaft 2021, bei der man im Finale Deutschland unterlag, teil. Der Flügelspieler lief in allen sechs Spielen in der Startelf auf.
Nachdem João Cancelo positiv auf COVID-19 getestet worden war, wurde Dalot von Fernando Santos in den Kader der A-Nationalmannschaft für die Europameisterschaft 2021 nachnominiert. Im dritten Gruppenspiel gegen Frankreich kam er in der Schlussphase als Einwechselspieler für den verletzten Nélson Semedo zu seinem A-Länderspieldebüt. Bei der anschließenden 0:1-Achtelfinalniederlage gegen Belgien stand er in der Startelf.
Bei der Weltmeisterschaft 2022 kam er zu drei Einsätzen.
Ebenfalls stand er im portugiesischen Kader der EM 2024 und kam im letzten Gruppenspiel sowie den beiden K.O.-Spielen  zum Einsatz.

## Erfolge
Vereine
- Portugiesischer Meister: 2018
- Englischer Pokalsieger: 2024
- Englischer Ligapokalsieger: 2023

Nationalmannschaft
- UEFA-Nations-League-Sieger: 2025
- U17-Europameister: 2016